# Anglezit
Aglezizt je svinčev sulfatni mineral s kemijsko formulo PbSO4, ki je oksidacijski produkt svinčeve sulfidnega minerala galenita. Anglezit tvori prizmatične ortotombske kristale in prstene mase in je izomorfen z baritom in celestinom. Zaradi velike vsebnosti svinca (73,6%) ima veliko gostoto 6,3 g/cm3. Njegova trdota po Mohsovi lestvici je 2,5 – 3. Mineral je bele ali sive  barve in ima belo barvo črte. Če ima veliko vsebnost nečistoč, je lahko tudi temno siv. 
Mineral je prvi opisal William Withering leta 1783, ki ga je odkril v bakrovem rudniku Parys na otoku Anglesey v Walesu. Ime anglezit je dobil leta 1832 po svojem najdišču.
Kristali anglezita iz Angleseya, ki so jih v obilju našli predvsem na  podlagi iz temnega limonita, so majhni in enostavni, običajno omejeni s štirimi prizmatičnimi in štirimi vršnimi ploskvami. Kristali so zaradi nečistoč (limonita) rjavkasto rumene barve. Kristali z drugih nahajališč, predvsem iz Monteponija na Sardiniji, so prozorni in brezbarvni, imajo zelo veliko jasnih kristalnih ploskev in diamanten sijaj.  Kombinacije kristalnih ploskev in habiti so zelo različni, tako da je V. von Lang v svoji  monografiji o anglezitu opisal skoraj dvesto različnih oblik. Kristale je brez merjenja njihovih kotov zelo težko prepoznati. Razkolnosti vzporedno s ploskvami prizme (110) in vzporedno z osnovno ploskvijo (001) sta različni, vendar nista tako dobro razviti kot pri izomorfnih mineralih baritu in celestinu. 
Anglezit je sekundarni mneral. Nastal je z oksidacijo galenita v zgornjih delih njegovih rudišč, ki so bolj izpostavljena preperevanju. Pojavlja se skupaj z galenitom, sfaleritom, smitsonitom, hemimorfitom, železovimi oksidi in redko s fosgenitom. Redkeje nastala tusi s sublimacijo vulkanskih plinov.
Kristali iz Monteponija tvorijo  obloge v votlinah  zrnatega galenita, v Leadhillsu na Škotskem pa so našli tudi psevdomorfe anglezita po galenitu. Na večini nahajališč so kristali posamični, na nekaterih nahajališčih v Avstraliji in Mehiki pa se pojavljajo kot velike mase in se kopljejo kot svinčeva ruda. 
V Sloveniji se do 1 cm veliki kristali najdejo v Mežici.